# Ernst Degner
Ernst Degner, né Ernst Eugen Wotzlawek, né le 22 septembre 1931 à Gleiwitz (Allemagne, province de Haute-Silésie) devenue Gliwice polonaise et mort le 10 septembre 1983 à Arona (Espagne, Tenerife) était un pilote de vitesse moto est-allemand.

## Biographie

### Débuts pour MZ
Après avoir été expulsée de Silésie, province allemande mais devenue polonaise à la fin de la Seconde Guerre mondiale, sa famille s'est retrouvée en République démocratique allemande.
Degner pilota avec succès pour l'écurie est-allemande MZ, qui employait des moteurs deux-temps, pour lesquels Walter Kaaden, un ingénieur ayant notamment travaillé avec Wernher von Braun, découvrit les principes régissant les phénomènes acoustiques dans la chambre de combustion et le pot de détente qui affectent les performances d'un deux-temps moderne.

### L'affaire Degner
Le lendemain du GP de Suède le 17 septembre 1961, l'ingénieur Walter Kaaden, responsable de l'écurie MZ cherche partout son pilote. Ernst Degner n'est plus dans sa chambre, il a disparu.
L'aventure démarre au mois de juin à l'occasion du Tourist Trophy de l'île de Man. Logés dans le même hôtel, Jimmy Matsumiya, chef de l'équipe Suzuki, et Ernst Degner, pilote MZ, sympathisent grâce à leur passion pour le jazz.
Ils ont d'autres raisons de se rapprocher. L'équipe Suzuki a de gros problèmes avec ses machines, fragiles et trop peu puissantes. Joe Ehlrich l'ingénieur d'EMC Motorcycles (en) a bien proposé ses services mais ses propres motos sont elles-mêmes fragiles et Matsumiya lorgne plutôt sur les MZ, les meilleurs 2-temps du moment. De son côté, Degner aurait bien envie de passer à l'Ouest avant que son pays ne ferme ses frontières. Les deux hommes parviennent vite à un accord de collaboration.
Une nouvelle réunion secrète à Assen débouchera sur la signature d'un contrat. Degner s'engage à développer les motos japonaises et Matsumiya à l'aider à quitter la RDA.
Degner doit d'abord faire sortir sa famille. Avec l'aide d'amis allemands il organise la fuite de sa femme Gerda et de ses deux fils Olaf et Boris, 18 et 6 mois. Le 13 septembre, ils prennent place dans le double-fond du coffre d'une voiture, passent la frontière et sont bientôt à l'abri en République fédérale. Rassuré, Degner se rend alors en Suède pour le Grand Prix.
Après sa casse en 125, il quitte le circuit et rejoint Matsumiya et deux autres japonais qui l'emmènent aussitôt en voiture vers l'Allemagne via le Danemark non sans avoir vérifié que Degner détenait bien quelques pièces MZ.
Degner rejoint alors sa famille à Sarrebruck et peut penser à la suite de sa carrière et, pourquoi pas, au titre de champion du Monde. Muni d'une licence allemande et d'un accord avec EMC, il se rendra au GP d'Argentine.
Il devra s'expliquer devant la FIM le 25 novembre car il est accusé par la Fédération est-allemande d'avoir saboté sa machine en Suède, d'avoir rompu son contrat avec MZ et d'en avoir divulgué les secrets. Il sera finalement condamné à une simple amende de 250 Franc Suisses pour n'avoir pas quitté son club dans les règles.

### Pilote Suzuki
L'entreprise japonaise Suzuki mit alors à profit ses connaissances du travail de Kaaden.
En 1962, Degner remporta pour Suzuki son premier titre en Championnat du monde dans la catégorie 50 cm3 aux dépens des autres marques Honda, Itom, Kreidler, Derbi, Benelli, Motom ou Bultaco.
En 1966, un accident sur le circuit de Suzuka mit fin à sa carrière : il subit d'horribles brûlures, qui le rendirent dépendant aux antidouleurs opiacés. La double courbe à droite après les S fut rebaptisée en son honneur.
Il mourut en 1983 aux Îles Canaries où il s'était retiré, dans des circonstances mal élucidées, peut-être par overdose. D'autres sources citent aussi un arrêt cardiaque, ou bien un « accident » de la route auquel la Stasi ne serait pas étrangère.

## Résultats en Grands prix
| Position | 1 | 2 | 3 | 4 | 5 | 6 |
| Points   | 8 | 6 | 4 | 3 | 2 | 1 |

(Les courses en italiques indiquent le meilleur tour)
| Année | Classe  | Équipe | 1     | 2     | 3     | 4     | 5     | 6     | 7     | 8     | 9     | 10    | 11    | 12    | 13    | Points | Rang | Victoires |
| ----- | ------- | ------ | ----- | ----- | ----- | ----- | ----- | ----- | ----- | ----- | ----- | ----- | ----- | ----- | ----- | ------ | ---- | --------- |
| 1957  | 125 cm3 | MZ     | GER 6 | TT -  | NED - | BEL - | ULS - | NAT - |       |       |       |       |       |       |       | 1      | 13e  | 0         |
| 1958  | 125 cm3 | MZ     | TT 5  | NED 6 | BEL - | GER 3 | SWE 5 | ULS - | NAT - |       |       |       |       |       |       | 9      | 7e   | 0         |
| 1958  | 250 cm3 | MZ     | TT -  | NED - |       | GER - | SWE - | ULS 4 | NAT - |       |       |       |       |       |       | 3      | 14e  | 0         |
| 1959  | 125 cm3 | MZ     | TT -  | GER 6 | NED - | BEL - | SWE - | ULS 3 | NAT 1 |       |       |       |       |       |       | 13     | 5e   | 1         |
| 1959  | 250 cm3 | MZ     | TT -  | GER - | NED 6 | BEL - | SWE 4 | ULS 3 | NAT 2 |       |       |       |       |       |       | 14     | 4e   | 0         |
| 1960  | 125 cm3 | MZ     | TT -  | NED 5 | BEL 1 |       | ULS 3 | NAT 3 |       |       |       |       |       |       |       | 16     | 3e   | 1         |
| 1960  | 250 cm3 | MZ     | TT -  | NED 6 | BEL - | GER - | ULS - | NAT 3 |       |       |       |       |       |       |       | 5      | 8e   | 0         |
| 1961  | 125 cm3 | MZ     | ESP 2 | GER 1 | FRA 2 | TT -  | NED - | BEL 4 | DDR 1 | ULS 2 | NAT 1 | SWE - | ARG - |       |       | 42     | 2e   | 3         |
| 1961  | 250 cm3 | MZ     | ESP - | GER 4 | FRA - | TT -  | NED - | BEL - | DDR - | ULS - | NAT - | SWE - | ARG - |       |       | 3      | 13e  | 0         |
| 1962  | 50 cm3  | Suzuki | ESP - | FRA - | TT 1  | NED 1 | BEL 1 | GER 1 |       | DDR - | NAT - | FIN 4 | ARG 2 |       |       | 47     | 1er  | 4         |
| 1962  | 125 cm3 | Suzuki | ESP - | FRA 5 | TT -  | NED 4 | BEL - | GER - | ULS - | DDR - | NAT - | FIN - | ARG - |       |       | 5      | 11e  | 0         |
| 1963  | 50 cm3  | Suzuki | ESP - | GER 3 | FRA 2 | TT -  | NED 1 | BEL 2 |       |       | FIN 2 |       | ARG 2 | JPN - |       | 30     | 3e   | 1         |
| 1963  | 125 cm3 | Suzuki | ESP - | GER 1 | FRA 6 | TT 3  | NED - | BEL - | ULS - | DDR - | FIN - | NAT - | ARG - | JPN 3 |       | 17     | 6e   | 1         |
| 1964  | 125 cm3 | Suzuki | USA - | ESP - | FRA - | TT -  | NED - | GER - | DDR - | ULS - | FIN - | NAT 3 | JPN 1 |       |       | 12     | 6e   | 1         |
| 1965  | 50 cm3  | Suzuki | USA 1 | GER - | ESP - | FRA 3 | TT 3  | NED 5 | BEL 1 |       |       |       |       |       | JPN - | 26     | 4e   | 2         |
| 1965  | 125 cm3 | Suzuki | USA 2 | GER 4 | ESP - | FRA 2 | TT -  | NED - |       | DDR - | CZE - | ULS 1 | FIN - | NAT - | JPN - | 23     | 4e   | 1         |
| 1966  | 50 cm3  | Suzuki | ESP - | GER - | NED - | TT 4  | NAT - | JPN - |       |       |       |       |       |       |       | 3      | 6e   | 0         |